# Paolo Viganò
Paolo Viganò (ur. 12 kwietnia 1969 w Monzy, Włochy) – włoski niepełnosprawny kolarz. Mistrz paraolimpijski z Pekinu w 2008 roku.

## Medale Igrzysk Paraolimpijskich

### 2008
- – Kolarstwo – bieg pościgowy indywidualnie – LC 4